# Южная сумчатая мышь
Южная сумчатая мышь (лат. Planigale tenuirostris) — вид из рода плоскоголовых сумчатых мышей семейства хищные сумчатые. Эндемик Австралии.

## Распространение
Обитает в восточной части австралийского континента.
Естественная среда обитания — открытые луга; районы, покрытые низкорослыми деревьями и кустарниками; растительность у речных откосов с треснувшей глиняной почвой. Предпочитает селиться вдали от воды, в местностях, не покрытых густой растительностью.

## Внешний вид
Длина тела с головой колеблется от 44 до 75 мм, хвоста — от 40 до 72 мм. Вес варьирует от 3 до 10 г. Волосяной покров густой и мягкий. На спине чёрный подшёрсток с бурыми кончиками, в результате чего спина имеет желтовато-коричневый оттенок с вкраплениями чёрных полос. Брюхо беловатого цвета. Череп уплощён. Морда заострённая. Уши крупные, округлые. Хвост средней длины, лысый. Как и другие плоскоголовые сумчатые мыши (кроме мелкозубой сумчатой мыши) имеет по три нижних и верхних премоляра.

## Образ жизни
Ведёт наземный образ жизни. Активность приходится на ночь. День проводит в норах, организуемых под стволами упавших деревьях или в расщелинах, в том числе в трещинах, образующихся в пересохшей почве. Иногда греется на солнце. В период недостатка еды может впадать в ежедневную спячку.
Хищники. Основу рациона составляют насекомые, размеры которых могут превышать собственные размеры (преимущественно кузнечики и сверчки).

## Размножение
Сумка развита хорошо, открывается назад. Период размножения приходится на август-февраль. В год самка может приносить более одного приплода. Беременность короткая, длится в среднем 19 дней. В потомстве от 6 до 8 детёнышей. Количество сосков на груди — 10-12. От груди детёныши отлучаются через 95 дней. Половая зрелость наступает примерно через 240 дней. Максимальная продолжительность жизни в неволе — 5,2 лет.